# Luisa María Rubino
Luisa Maria Rubino nacida en México, el 23 de septiembre de 1998, es una actriz de televisión y modelo mexicana. Ella es mejor conocida por los unitarios de televisión de la empresa mexicana Televisa La Rosa de Guadalupe y Como dice el dicho, también ha aparecido en otros proyectos más como Caer en tentación y recientemente en la segunda temporada de Dra. Lucía, un don extraordinario.

## Filmografía

### Telenovelas
| Año       | Telenovela             | Personajes            |
| --------- | ---------------------- | --------------------- |
| 2017-2018 | Caer en tentación      | Patricia Vargas Olmos |
| 2015-2016 | Simplemente María      |                       |
| 2012      | Por ella soy Eva       | Ana                   |
| 2011-2012 | La que no podía amar   | Marcela               |
| 2008      | Juro que te amo        | Estudiante            |
| 2008      | Mañana es para siempre |                       |

#### Series de televisión
| Año       | Serie                             | Personajes          |
| --------- | --------------------------------- | ------------------- |
| 2024      | Dra. Lucía, un don extraordinario | Dra. Karina Montiel |
| 2021      | Narcos: México                    | Andrea Nuñez        |
| 2020      | Los pecados de Bárbara            | Lourdes             |
| 2018      | Fugitiva                          | Claudia             |
| 2011-2017 | Como dice el dicho                | Varios roles        |
| 2009-2016 | La rosa de Guadalupe              | Varios roles        |

### Películas
| Año  | Película                     | Personajes |
| ---- | ---------------------------- | ---------- |
| 2022 | Aztec Warrior God, Emergence | Nenetl     |